# Parque Ecológico de São Carlos
O Parque  Ecológico Dr. Antônio Teixeira Vianna , ( o nome do parque é uma homenagem ao renomado médico veterinário, Antônio Teixeira Vianna ), que pertence à cidade de São Carlos, São Paulo, situa-se ao lado da Universidade Federal de São Carlos. Possui a entrada gratuita, seu horário de funcionamento é de terça a domingo das 8h às 16h30min, sendo um excelente local para se visitar com a família e amigos, além de relaxar por meio do contato com a natureza. 

A partir de 1988, o parque desenvolveu uma metodologia de trabalho que visa expor, em seus quase 100 recintos, 90% de animais silvestres brasileiros, sendo que 65% dessas espécies estão ameaçadas de extinção. O Parque Ecológico de São Carlos “Dr. Antônio Teixeira Vianna” (PESC), da Prefeitura, inaugurado em 09 de setembro de 1976 , tendo como prioridades o trabalho voltado para reprodução e preservação das espécies e a educação ambiental. O parque conta com uma extensão de 72 hectares sobre uma vasta vegetação de cerrado e possui um acervo de 445 animais distribuídos em 138 espécies, exibindo, assim, um dos maiores conjuntos de recintos de cerrado para animais silvestres do Brasil. cuidam dos 84 recintos, que são alguns dos maiores do Brasil para animais silvestres. Esses recintos são projetados para proporcionar um ambiente o mais natural possível para os animais, promovendo seu bem-estar e comportamento natural. Vale reforçar que o diretor do Parque, Fernando Magnani, é vice-presidente desempenha um papel crucial na coordenação dessas atividades e na promoção de práticas de manejo sustentável e ético nos zoológicos do Brasil (SZB), entidade nacional que coordena as atividades em conjunto dos zoológicos.

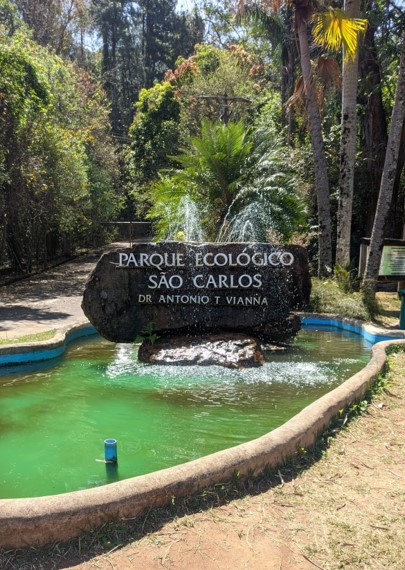
Entrada do Parque Ecológico.

## Animais
O parque é especializado na preservação e manejo da fauna silvestre da América do Sul, dando mais ênfase às espécies ameaçadas de extinção, em 2024, dois macacos de Amazonas foram transportado para o Parque Ecológico, com objetivo de formar grupos sociais, incrementando a viabilidade genética da população ex-situ (fora do ambiente natural), associada à estratégia para sua conservação in-situ (no ambiente natural). “A América do Sul é um dos continentes mais ricos em biodiversidade do planeta, abrigando uma vasta gama de espécies únicas que não são encontradas em nenhum outro lugar. A preservação desses ecossistemas é crucial para a manutenção da diversidade biológica global”. Todo tipo de fauna requer uma atenção especial e é considerada importante, indubitavelmente, mas a fauna brasileira e sul-americana deve ter um olhar um pouco mais aprofundado, pois vivemos nesse continente e é com boa parte desses animais que interagimos.

## Centro de educação ambiental
O Centro de Educação Ambiental consiste em um espaço que foi criado dentro do parque, em junho de 1996, com o intuito de realizar congressos, eventos, cursos e palestras não só para estudantes universitários, mas também para pessoas interessadas no assunto e ligadas à preservação da fauna, da flora e de espécies animais do Brasil e da América do Sul.
O Centro de Educação Ambiental realiza inúmeros cursos, como o curso de férias para as crianças de 10 a 12 anos, oferecendo oportunidade para que conheçam o parque de uma forma diferenciada e para que acampem no local.

## Berçário
Ambiente específico para receber e tratar filhotes e recém-nascidos vindos de fora ou nascidos no próprio parque. Os cuidados no berçário podem ser acompanhados pelos visitantes, pois o ambiente possui um vidro, separando o público e permitindo a visualização do ambiente interno. 
Reprodução
O Parque participou de programas internacionais de conservação e preservação envolvendo zoológicos do Brasil e exterior, conseguindo ser um dos únicos grupos reprodutivos no Brasil do sagui pigmeu, nome cientifico Cebuella pygmaea, a menor espécie do planeta.
Outra espécie ameaçada de extinção em 1992, e que teve sua reprodução no zoológico foi o mico-leão-de-cara-dourada.
A ema, depois de muita pesquisa, foi um dos animais nascido no parque e que conseguiu voltar para natureza, sendo no Brasil um dos poucos zoológicos que conseguiu esse fato.

## Parque infantil
Dentro do parque ecológico, há um playground para as crianças brincarem. Os visitantes podem fazer um piquenique no gramado ou nas mesas disponíveis nas circunjacências do parquinho infantil, onde há também tanques com torneiras, banheiros, uma lanchonete e uma "Ecoloja", em que algumas lembranças podem ser compradas.